# Ed Davey
Edward Jonathan Davey (Mansfield, 25 de diciembre de 1965) es un político británico que actualmente sirve como líder del partido británico de centro liberal, Liberal Demócratas desde el 2020 en la Cámara de los Comunes del Reino Unido. 
Se dedicó a su profesión de economista  y analista financiero antes de ser elegido miembro de la Cámara de los Comunes en 1997 donde ejerció como miembro del gabinete en la sombra, en diferentes carteras, para los líderes liberales Charles Kennedy, Menzies Campbell y Nick Clegg de 2005 a 2010.

## Biografía
Davey nació en Mansfield, Nottinghamshire el 25 de diciembre de 1965. Su padre John murió cuando Davey tenía cuatro años, y su madre Nina Davey (de soltera Stanbrook) murió 11 años más tarde, después de lo cual fue educado por sus abuelos maternos. Después de haber terminado su educación esencial en Nottingham High School, donde Davey era head boy (alumno ejemplar, en el sistema educativo británico), en 1984, ingresa al Jesus College de la Universidad de Oxford, donde fue el primero de su clase y obtuvo un Bachiller (BA) en Filosofía, Política y Economía en 1988.
Durante su adolescencia, trabajó en una fábrica de productos porcinos llamada Pork Farms y en las farmacias Boots. En 1989, se convirtió en asesor económico de los Lib Dems, mientras que estudiaba en el Birkbeck College de la Universidad de Londres, para obtener un máster en Economía. Se implico estrechamente en el desarrollo de políticas Liberales como aumentar en un 1% más el impuesto sobre la renta para financiar la educación, y la autonomía del banco central durante las elecciones generales de 1992. De 1993 a 1997, trabajó en previsión económica y análisis de mercado para la consultora Omega Partners.

## Carrera parlamentaria
Edward Davey fue electo como miembro de la Cámara de los Comunes del Reino Unido, en su primer intento, en las Elecciones generales de 1997 donde derrotó a Richard Tracey, candidato conservador, con una mayoría de 56 votos 
En 2001, se opuso a las propuestas del gobierno para restricciones a las máquinas de juego, que describió como «una tonta política de un estado que pretende ser niñera».
En febrero de 2003 Davey introdujo la cláusula qué derogó la prohibición de "promoción a la homosexualidad" incluida en el Artículo 28 de la Local Government Act de 1988. La legislación fue exitosamente derogada en marzo.
En 2006 Davey fue uno de los ocho liberales, entre ellos Jeremy Browne y Mark Oaten, que se opusieron a una prohibición total de fumar en clubes y pubs.
En 2009 en la conferencia anual liberal demócrata, Davey causó controversia al sugerir el comienzo de diálogo con los talibanes, a través de declarar que era hora «para tomar el té con el talibán» un comentario repetido por Malala Yousafzai cuatro años más tarde a la BBC.

## Carrera ministerial: 2010–2015
Tras las elecciones generales del 2010, el partido conservador y los liberales demócratas formaron un gobierno de coalición bajo la dirección de David Cameron.
Davey fue nombrado Subsecretario de la Secretaría de Negocios, Innovación y Competencias.
En 2011, Davey anunció varias reformas al mercado laboral, principalmente apuntado a mejorar la flexibilidad del mercado laboral y aliviando las leyes de despido, además, Davey también anunció que el gobierno aboliría la edad mínima de jubilación.
El 3 de febrero de 2012, Davey fue nombrado Secretario de Energía y Cambio Climático, además de miembro del Consejo Privado del Reino Unido.
En 2013, Davey instaló el Grupo de Crecimiento Verde, un grupo de medioambientalistas y ministros de medio ambientes de los Estados miembros de la Unión Europea (UE) en un esfuerzo para promover el crecimiento y la inversión en energía renovable y nuclear, la liberalización del mercado energético europeo, un mercado de carbono global, tecnología de captura del carbono, y la eficiencia energética. A nivel nacional, Davey se centró en promover la competición creciente en el mercado de energía por sacar barreras de entrada para las pequeñas empresas.
Tras las elecciones generales del 2015, Davey fue visto por varias fuentes como el sucesor potencial del entonces dirigente liberal demócrata Nick Clegg.

## Vida posterior: 2015-presente
En las elecciones generales del 2015, Davey perdió su escaño en el Parlamento británico por 2,834 votos, unido a lo cual el voto liberal demócrata cayó por encima del 15% en su distrito Kingston y Surbiton. Sin embargo Davey recuperó su escaño en las Elecciones generales de 2017, con una mayoría de 4,124 votos por encima del candidato conservador.
A regresar al Parlamento en 2017, Davey estuvo considerado como un candidato posible para el liderazgo de los lib dems tras la dimisión de Tim Farron. Llamó a su partido a convertirse «en el partido de reforma» bajo la filosofía política del centrismo radical como en Canadá, Francia y los Países Bajos.
Tras las Elecciones al Parlamento Europeo de 2019, el dirigente liberal demócrata Vince Cable anunció su intención de «entregar un partido más grande y más fuerte» a un dirigente nuevo, provocando un llamado a buscar el liderazgo del partido. Davey puso su nombre a disposición el 30 de mayo, pero perdió la contienda del liderazgo contra Jo Swinson.
Tras que Jo Swinson dimitiera al liderazgo a raíz de perder su escaño en las elecciones generales de 2019, Davey participó del comité interino que asumiría el liderazgo del partido hasta que se eligiera uno nuevo.
En el 2020, Davey fue uno de los dos candidatos que competirían en la elección del liderazgo de los liberal demócratas, compitiendo con Layla Moran. Ganó el liderazgo del partido con 42,756 votos, que se tradujeron en el 63.5% de los votos totales.

## Pensamiento
Davey se identifica como liberal políticamente, habiendo declarado a la revista Total Politics: 
«Personalmente pienso que el liberalismo es la filosofía política más fuerte en el mundo moderno. El socialismo ha fallado. Creo que incluso la socialdemocracia (la versión diluida que los laboristas entienden según el día de la semana que sea) no es muy convincente, y realmente no entiendo de dónde vienen los conservadores porque tienen tantas filosofías dentro de un partido. No hay filosofía dentro del Partido Conservador moderno.» 
Ha dicho que cree «en un mercado libre y en la libre competencia», y durante un debate de un comité parlamentario en noviembre de 2010 argumentó en defensa de la privatización, la desregulación y el sector privado, contrariamente a los laboristas.
Cree que Gran Bretaña tendría que estar abierta a la inversión extranjera, excepto a la inversión contaminada por «los que huelen a Putin».